# Оптимизам
Оптимизам је склоност да се очекује најбољи могући исход или ослања на оне аспекте дате ситуације који уливају највише наде. Оптимизам се такође дефинише као „испуњеност надом и уздање у будућност или успјешан исход нечега; склоност да се ствари посматрају повољно, са надом“. Ријеч „оптимизам“ је настала од латинске ријечи optimum, што значи „најбоље“. Бити оптимистичан, у уобичајеном значењу, значи очекивати да ће одређена ситуација имати најбољи од могућих исхода. Ово се у психологији обично назива диспозициони оптимизам. Научници у својим истраживањима, међутим, користе овај израз у зависности од врсте истраживања. На примјер, Мартин Селиџмен и његове колеге дефинишу оптимизам у контексту експланаторног стила, који одређује како човјек себи објашњава животне догађаје. Као и са већином црта личности, постоје различити начини да се евалуира оптимизам, попут разних тестова животне оријентације (за првобитну дефиницију оптимизма) и упитника атрибутивног стила (дизајнираног да се евалуира оптимизам у контексту експланаторног стила). Иако је насљедност оптимизма врло спорна, већина научника се слаже да може постојати одређени биолошки фактор, али се такође сматра да је оптимизам углавном повезан са окружењем, те да спада у научене црте личности. Постоје наговјештаји да се оптимизам насљеђује јер представља манифестацију комбинације других црта личности које су углавном насљедне, попут интелигенције и темперамента. Оптимизам може бити повезан и са здрављем.
Термин потиче од латинског оптимум, што значи „најбољи”. Бити оптимиста, у типичном смислу те речи, дефинише се као очекивање најбољег могућег исхода из било које ситуације. Ово се у психологији обично назива диспозиционим оптимизмом. То стога одражава уверење да ће будући услови бити најбољи. Из тог разлога, на њега се гледа као на особину која подстиче отпорност у суочавању са стресом.
Варијације у оптимизму и песимизму су донекле наследне и одражавају системе биолошких особина у одређеном степену. На то такође утичу фактори животне средине, укључујући породично окружење, а неки сугеришу да се може научити. Оптимизам такође може бити повезан са здрављем.

## Психолошки оптимизам

### Диспозициони оптимизам
Истраживачи различито употребљавају термин у зависности од свог истраживања. Као и код сваке карактеристике, постоји неколико начина за процену оптимизма, као што је Тест животне оријентације (LOT), скала од 8 ставки коју су 1985. развили Мајкл Шајер и Чарлс Карвер.
Диспозициони оптимизам и песимизам се обично процењују тако што се људи питају да ли очекују да ће будући исходи бити корисни или негативни (види доле). LOT даје одвојене резултате оптимизма и песимизма за сваког појединца. У погледу понашања, ова два резултата корелирају око r = 0,5. Оптимистички резултати на овој скали предвиђају боље исходе у односима, виши друштвени статус и смањен губитак благостања након недаће. Понашање које чува здравље повезано је са оптимизмом, док је понашање штетно за здравље повезано са песимизмом.
Неки су тврдили да је оптимизам супротан крај једне димензије са песимизмом, при чему свака разлика између њих одражава факторе као што је друштвена пожељност. Потврдно моделовање, међутим, подржава дводимензионални модел и те две димензије предвиђају различите исходе. Генетско моделовање потврђује ову независност, показујући да се песимизам и оптимизам наслеђују као независне особине, при чему типична корелација између њих настаје као резултат општег фактора благостања и утицаја породичног окружења. Претпоставља се да пацијенти са високим диспозиционим оптимизмом изгледа да имају јачи имуни систем, јер он доприноси заштити од психолошких стресора. Сматра се да оптимисти живе дуже. Optimists appear to live longer.

### Објашњавајући стил
Објашњавајући стил се разликује од диспозиционих теорија оптимизма. Иако се односи на мере оптимизма животне оријентације, теорија атрибуционог стила сугерише да су диспозициони оптимизам и песимизам одраз начина на који људи објашњавају догађаје, тј. да атрибуције изазивају ове диспозиције. Овде би оптимиста пораз посматрао као привремени, да се не односи се на друге случајеве и не сматра се њиховом кривицом. Мере атрибуционог стила разликују три димензије међу објашњењима догађаја: да ли се ова објашњења ослањају на унутрашње насупрот спољашњим узроцима; да ли се узроци посматрају као стабилни насупрот нестабилним; и да ли се објашњења примењују глобално насупрот томе да буду ситуационо специфична. Поред тога, мере разликују атрибуције за позитивне и за негативне догађаје.
Оптимистичка особа добрим стварима приписује унутрашња, стабилна и глобална објашњења. Песимистичка објашњења приписују ове особине стабилности, глобалности и унутрашњости негативним догађајима, као што су тешкоће у односима. Модели оптимистичких и песимистичких атрибуција показују да су саме атрибуције когнитивни стил – појединци који имају тенденцију да се фокусирају на глобална објашњења то чине за све врсте догађаја, а стилови међусобно корелирају. Поред тога, појединци се разликују по томе колико су оптимистичне њихове атрибуције за добре догађаје и колико су песимистичне њихове атрибуције за лоше догађаје, али ове две особине оптимизма и песимизма нису у корелацији.
Постоји много дебата о односу између стила објашњавања и оптимизма. Неки истраживачи тврде да је оптимизам једноставно лаички термин за оно што истраживачи знају као стил објашњавања. Чешће се открива да се стил објашњавања прилично разликује од диспозиционог оптимизма, и то двоје не би требало да се користе наизменично јер су у најбољем случају маргинално повезани. Потребно је више истраживања да би се „премостили“ или даље разликовали ови концепти.

### Порекло
Као и код свих психолошких особина, разлике у диспозиционом оптимизму и песимизму и у атрибуционом стилу су наследне. На оптимизам и на песимизам снажно утичу фактори животне средине, укључујући породично окружење. Претпоставља се да оптимизам може бити индиректно наслеђен као одраз основних наследних особина као што су интелигенција, темперамент и алкохолизам. Постоје докази из студија близанаца који показују, на пример, да је наслеђена компонента диспозиционог оптимизма око 25 процената, што ову особину чини стабилном димензијом личности и предиктором животних исхода. Његово генетско порекло, које је у интеракцији са утицајима животне средине и другим ризицима, такође одређује рањивост на депресију током животног века. Многе теорије претпостављају да се оптимизам може научити, а истраживања подржавају скромну улогу породичног окружења која делује на подизање (или снижавање) оптимизма и смањење (или подизање) неуротицизма и песимизма.

### Процена

#### Тест животне оријентације
Тест животне оријентације (LOT) су осмислили Шајер и Карвер (1985) да би проценили диспозициони оптимизам – очекујући позитивне или негативне исходе, и један је од популарнијих тестова оптимизма и песимизма. Ово је такође често коришћено у раним студијама које испитују ефекте ових диспозиција у доменима везаним за здравље. Иницијално истраживање Шајера и Карвера, које је анкетирало студенте, показало је да је мања вероватноћа да ће оптимистични учесници показати повећање симптома попут вртоглавице, болова у мишићима, умора, замагљеног вида и других физичких тегоба него песимистични испитаници.
У тесту је садржано осам предмета и четири ставке. Четири су позитивне ставке (нпр. „У несигурним временима обично очекујем најбоље“), а четири негативне ставке, нпр. „Ако нешто може поћи наопако за мене, онда оће.“ LOT је ревидиран два пута — једном од стране оригиналних креатора (LOT-R), а такође и од стране Чанга, Мајдеу-Оливареса и Д'Зуриле као Тест продужене животне оријентације (ELOT). Ревидирани тест животне оријентације састоји се од шест задатака, од којих sе сваки оцењује на скали од 5 тачака од „Уопште се не слажем“ до „Потпуно се слажем“ и четири додатна питања. Половина кодираних ставки је формулисана на оптимистичан начин, док је друга половина на песимистичан начин. У поређењу са његовом претходном итерацијом, LOT-R нуди добру интерну конзистентност прековременог рада иако постоје преклапања ставки, што чини корелацију између LOT и LOT-R изузетно високом.

#### Упитник о атрибуционом стилу
Овај упитник атрибуционог стила (LOT) заснива се на моделу оптимизма који објашњава експланаторни стил. Испитаници читају листу од шест позитивних и негативних догађаја (нпр. „неуспешно сте тражили посао неко време“) и од њих се тражи да забележе могући узрок догађаја. Затим процењују да ли је ово интерно или екстерно, стабилно или променљиво и глобално или локално за догађај. Постоји неколико модификованих верзија ASQ укључујући проширени упитник атрибуционог стила (EASQ), анализу садржаја дословних објашњења (CAVE) и ASQ дизајниран за тестирање оптимизма деце.

### Асоцијације на здравље
Оптимизам и здравље су умерено повезани. Показало се да оптимизам објашњава између 5-10% варијације у вероватноћи развоја неких здравствених стања (коефицијенти корелације између .20 и .30), посебно укључујући кардиоваскуларне болести, мождани удар, и депресију.

## External links
- "Being Optimistic"—Optimism as character strength
- "Tali Sharot: The optimism bias", Tali Sharot's talk at the TED.com